# Alessia (Sängerin)
Alessia, bürgerlich Elena Baboia, (* 18. Februar 1983 in Constanța) ist eine rumänische Dance-, House- und Pop-Sängerin und ehemaliges Mitglied der Band Oxygen.

## Karriere
Baboia nahm ab ihrem 14. Lebensjahr Gesangs- und Tanzunterricht. Sie steht seit 2010 bei Red Clover Media unter Vertrag. Im selben Jahr veröffentlichte Baboia ihre erste Single Boro na sou po, die schnell zu einem Hit wurde und sich mehrere Wochen in den rumänischen Charts hielt. 2011 war das Lied das meistgespielte im Land und erhielt mehrere Auszeichnungen; darunter den Top Hit New Entry. Noch im selben Jahr erschien die Singleauskopplung Find Me (Ale Ale), die ebenfalls sehr erfolgreich wurde und sich lange in den Romanian Top Ten hielt. Das Lied war das meistgespielte im Sommer 2011 in Rumänien.
2012 veröffentlichte Baboia das Lied Everyday. Mit dem daraufhin eingetretenen Erfolg arbeitete sie mit Boier Bibescu, Preston, Chuco und Don Baxter zusammen. Ende des Jahres veröffentlichte sie die Single Ale Kumaye, die jedoch weniger erfolgreich war. Das Lied wurde von Allexinno & Starchild produziert.
Alessia ist verheiratet, das Paar hat eine Adoptivtochter (* 2000) sowie einen gemeinsamen Sohn (* 2017).

## Diskografie
Singles
- 2010: Boro na sou po
- 2010: No More
- 2011: Find Me (Ale Ale)
- 2012: Everyday
- 2012: Ale Kumaye
- 2013: Plouă
- 2013: Hacker de Sentimente
- 2014: Vorbe letale (feat. Pavel Stratan)
- 2014: Fata rea
- 2015: Allez (feat. Alexa)
- 2015: Por Favor
- 2015: Dubai
- 2015: Mi Pasion (feat. Pitt Leffer)
- 2016: Vino-ncoace
- 2016: Fioros
- 2017: Pao Pao (feat. Hevito)